# I Lied My Face Off
I Lied My Face Off es el tercer EP de Alkaline Trio. Fue grabado en los Atlas Studios de Chicago en marzo de 1999 y puesto a la venta por Asian Man Records el 25 de junio de 1999.
Alkaline Trio son en este disco:
- Matt Skiba (voces, guitarra)
- Dan Andriano (bajo, voces)
- Glenn Porter (batería)

## Listado de canciones
1. Goodbye Forever
2. This Is Getting Over You
3. Bleeder
4. I Lied My Face Off

- Datos: Q3283525